# Rosemarie Bärhold
Rosemarie Bärhold (* 20. Jahrhundert) ist eine ehemalige deutsche Schauspielerin.

## Leben
Rosemarie Bärhold ist seit 1976 als Schauspielerin tätig und wirkte in dieser Zeit in mehreren DEFA-Filmen und in Serien des Deutschen Fernsehfunks mit. Bärhold war dabei oftmals in einer Nebenrolle besetzt.
Bärhold ist auch als Bühnendarstellerin tätig und spielte unter anderem an der Volksbühne am Rosa-Luxemburg-Platz. 2006 stand sie in der Volksbühne Berlin in Geschichten aus dem Wiener Wald von Ödön von Horvath auf der Bühne.

## Filmografie (Auswahl)
- 1980: Die Verlobte
- 1982: Spuk im Hochhaus
- 1984: Das Puppenheim in Pinnow
- 1984: Kaskade rückwärts
- 1985: Johann Sebastian Bach
- 1987: Spuk von draußen
- 1989: Konstantin und Alexander
- 1990: Klein, aber Charlotte (Fernsehserie, 1 Folge)
- 1991: Der Hut

## Hörspiele (Auswahl)
- 1979: Iwan Walew: Der geflügelte Meister (Frau) – Regie: Helmut Hellstorff (Original-Hörspiel – Rundfunk der DDR)
- 1997: Christoph Schlingensief: Rocky Dutschke '68 Hörspiel nach der Fassung für die Volksbühne Berlin – Regie: Christoph Schlingensief (Originalhörspiel – WDR)
  - Auszeichnung: Hörspiel des Monats Januar 1997

Quelle: ARD-Hörspieldatenbank